# Winfield (Indiana)
Winfield é uma cidade  localizada no estado americano de Indiana, no Condado de Lake.

## Demografia
Segundo o censo americano de 2000, a sua população era de 2298 habitantes.
Em 2006, foi estimada uma população de 3809, um aumento de 1511 (65.8%).

## Geografia
De acordo com o United States Census Bureau tem uma área de
31,9 km², dos quais 31,9 km² cobertos por terra e 0,0 km² cobertos por água.

## Localidades na vizinhança
O diagrama seguinte representa as localidades num raio de 16 km ao redor de Winfield.